# Birka kontrakt
Birka kontrakt är ett kontrakt i Stockholms stift inom Svenska kyrkan, och består av församlingar och pastorat i Ekerö kommun och Västerort i Stockholms kommun.
Kontraktskoden är 1306.

## Administrativ historik
Kontraktet bildades 1962 av
från Svartsjö kontrakt
- Ekerö församling
- Munsö församling som 2006 uppgick i Adelsö-Munsö församling
- Sånga församling som 1991 uppgick i Färingsö församling
- Skå församling som 1991 uppgick i Färingsö församling
- Lovö församling
- Färentuna församling som 1991 uppgick i Färingsö församling
- Hilleshögs församling som 1991 uppgick i Färingsö församling
- Adelsö församling som 2006 uppgick i Adelsö-Munsö församling

från Roslags västra kontrakt
- Sollentuna församling som 1995 överfördes till Sollentuna kontrakt
- Eds församling 1995 överfördes till Sollentuna kontrakt
- Vallentuna församling som 1995 överfördes till Roslags kontrakt
- Järfälla församling1995 överfördes till Sollentuna kontrakt
- Fresta församling som 1995 överfördes till Roslags kontrakt
- Hammarby församling som 1995 överfördes till Roslags kontrakt
- Vada församling som 1995 överfördes till Roslags kontrakt
- Angarns församling som 1995 överfördes till Roslags kontrakt
- Össeby-Garns församling som 1995 överfördes till Roslags kontrakt
- Frösunda församling som 1995 överfördes till Roslags kontrakt
- Kårsta församling som 1995 överfördes till Roslags kontrakt
- Markims församling som 1995 överfördes till Roslags kontrakt
- Orkesta församling som 1995 överfördes till Roslags kontrakt

1995 tillfördes från Bromma kontrakt
- Bromma församling
- Västerleds församling

## Kontraktsprostar
| Ämbetstid | Namn                | Levnadstid | Kommentarer                         |
| --------- | ------------------- | ---------- | ----------------------------------- |
| 1962–1963 | Sven Vängby         | 1897–      | Kyrkoherde i Vallentuna församling. |
| 1977–1984 | Lennart Sydhoff     | 1920–      | Kyrkoherde i Sånga församling.      |
| 2018–     | Torbjörn Gustavsson |            | Kyrkoherde i Bromma församling.     |